# Автошлях Т 2215
Автошлях Т 2215 — автомобільний шлях територіального значення в Херсонській області. Проходить територією Білозерського району. Є під'їздом до Аеропорт «Херсон» від автошляху М17. Загальна довжина — 3 км.